# Atena Partenos
Atena Partenos (grč. Ἀθηνᾶ Παρθένος; tj. „Atena Djevica”) je nestala krizelefantinska skulptura (zlato i bjelokost na drvenom okviru) koja je prikazivala lik grčke božice Atene, a koju je izradio znameniti kipar Fidija. Bila je visoka oko 11,5 m i smještena na istočnoj strani glavnog svetišta hrama Partenona, na Atenskoj akropoli. Izrađene su brojne replike tog kipa, kako u antičko tako i u moderno doba.
Kip je slijedio stare estetske kanone i odjeću (peplos), ali i neke inovacije (položaj nogu). Atena Partenos je na sebi je imala kacigu i veliki okrugli štit i koplje, smješteni na njezinom lijevom boku, pored svete zmije. U desnoj ruci, oslonjenoj na stup, držala je figuru božice pobjede, Nike. Odjeća, nakit, pribor, pa čak i postolje kipa su uređeni uglavnom sa zmijskim uzorkom i Gorgonama. Štit je unutra bio ukrašen reljefima s prizorima gigantomahije, a izvan najpoznatijim prizorima iz amazonomahije .
Bila je najštovanija skulptura grada Atene, te se smatra jednim od najvećih dostignuća starogrčke skulpture. Fidija je rad na njoj započeo 447. pr. Kr., Lahar je njenu pozlatu uklonio godine 296. pr. Kr. kako bi isplatio svoje trupe, pa je poslije toga obnovljena pozlaćenom broncom; oštećena je u požaru godine 165. pr. Kr., ali je kasnije obnovljena. Stajala je u Partenonu sve do 5. stoljeća kada je najvjerojatnije izgubljena u požaru. Neki izvori, pak, tvrde da je bila odnešena u Carigrad u 10. stoljeću.

## Vanjske poveznice
- Colin Delaney, "Pheidias, Sculptor to the Gods"  Arhivirana inačica izvorne stranice od 31. kolovoza 2006. (Wayback Machine)
- Alan LeQuire Page
- Nashville Parthenon